# Chaunax brachysomus
Chaunax brachysomus, tên thông thường là cá nóc hòm thân ngắn, là một loài cá biển thuộc chi Chaunax trong họ Chaunacidae. Loài này được mô tả lần đầu tiên vào năm 2015.

## Danh pháp khoa học
Danh pháp khoa học của loài cá này, brachysomus, vốn được ghép từ 2 âm tiết trong tiếng Hy Lạp: brachys có nghĩa là "ngắn, lùn" và soma có nghĩa là "cơ thể", ám chỉ đến cơ thể ngắn và tròn của chúng.

## Phân bố và môi trường sống
C. brachysomus có phạm vi phân bố ở vùng biển Đông Ấn Độ Dương. Mẫu vật duy nhất của loài này được thu thập ở đảo Sumatra, phía tây Indonesia. Chúng được tìm thấy ở độ sâu khoảng từ 519 đến 581 m.

## Mô tả
Chiều dài tối đa được ghi nhận ở C. brachysomus có kích thước khoảng 17,7 cm. Màu sắc của mẫu vật khi vừa mới chết: màu trắng hồng. Khi được bảo quản trong rượu, mẫu vật chuyển sang màu trắng kem.
Số gai ở vây lưng: 3; Số tia vây mềm ở vây lưng: 12 (tia thứ nhất ngắn nhất); Số gai ở vây hậu môn: 0; Số tia vây mềm ở vây hậu môn: 6 – 7 (tia thứ nhất ngắn nhất); Số tia vây mềm ở vây ngực: 13 (tia thứ 4 hoặc 5 thường dài nhất); Số tia vây mềm ở vây đuôi: 9.